# 三对叶悬钩子
三对叶悬钩子（学名：Rubus trijugus）为蔷薇科悬钩子属的植物，为中国的特有植物。分布在中国大陆的四川、云南、西藏等地，生长于海拔2,500米至3,500米的地区，常生长在山坡、林缘草地、山地杂木林内和沟溪旁。